# Look at Me: The Album
Look at Me: The Album è il primo album raccolta del rapper statunitense XXXTentacion, pubblicato il 10 giugno 2022 per Bad Vibes Forever e distribuito dalla Columbia. Si tratta del terzo album postumo del rapper. 

## Tracce
Disco 1
1. Vice City – 3:40
2. Never – 3:40
3. Rare – 1:34
4. Fuxk (feat. Ski Mask the Slump God) – 2:40
5. WingRiddenAngel – 2:46
6. King of the Dead – 3:39
7. Failure Is Not An Option (Interlude) – 0:43
8. #ImSippinTeainYoHood – 2:53
9. I spoke to the devil in Miami, he said everything would be fine – 2:58
10. Willy Wonka Was a Child Murderer – 1:48
11. Kill Me (Pain From The Jail Phone) – 2:18

Disco 2
1. Look at Me – 2:05
2. I Don't Wanna Do This Anymore – 1:27
3. YuNg BrAtZ – 1:41
4. Jocelyn Flores – 1:59
5. Depression & Obsession – 2:24
6. Everybody Dies in Their Nightmares – 1:35
7. Alone, Part 3 – 1:49
8. Moonlight – 2:15
9. Sad! – 2:49
10. Changes – 2:01
11. Hope – 1:50
12. Before I Close My Eyes – 1:39
13. Train Food – 2:47
14. True Love (feat. Kanye West) – 2:28

## Classifiche

### Classifiche settimanali
| Classifica (2022) | Posizione massima |
| ----------------- | ----------------- |
| Australia         | 15                |
| Lituania          | 67                |
| Norvegia          | 19                |
| Nuova Zelanda     | 7                 |
| Regno Unito       | 23                |

### Classifiche di fine anno
| Classifica (2022) | Posizione |
| ----------------- | --------- |
| Australia         | 64        |